# Glaucidae
Glaucidae Gray, 1827 è una famiglia di molluschi nudibranchi della superfamiglia Aeolidioidea.

## Tassonomia
La famiglia comprende due generi:
- Glaucilla Bergh, 1861
- Glaucus Forster, 1777